# Federació de Futbol de les Illes Fèroe
La Federació de Futbol de les Illes Fèroe (en feroès, Fótbóltssamband Føroya), o FSF, és l’òrgan de gestió de tot el futbol nacional de les illes Fèroe, el nivell més alt del qual és la Primera DIvisió feroesa. També dirigeix les seleccions nacionals masculina i femenina de les Illes Fèroe. La Federació de Futbol de les Fèroe es va crear el 1979 i té la seu a Tórshavn.

## Història
El futbol de manera organitzada es juga a les Illes Fèroe des de finals del segle xix. La primera lliga nacional de futbol feroesa (Meistaradeildin) es va celebrar el 1942. Des d'aquell any i fins al 1978, tot el futbol feroès va estar gestionat per la ÍSF (Associació Esportiva de les Fèroe).
El 13 de gener de 1979 es va constituir la Federeació de Futbol. El 1985 es va celebrar la primera lliga nacional femenina de futbol a l'arxipèlag.
Als anys 1980, la Federació de Futbol va començar a formar entrenadors i directors tècnics. Al principi es feia amb l'ajut de Dinamarca, però des de mitjans dels anys 1990 que aquesta formació es realitza sota plena responsabilitat de la federació feroesa.
El 2 de juliol de 1988 les Illes Fèroe van entrar a la FIFA i el 18 d'abril de 1990 van ser acceptades per la UEFA. Des de llavors, les Illes Fèroe han participat en competicions internacionals de futbol.
A mitjans dels anys vuitanta i en col·laboració amb el Govern, la FSF va impulsar la creació de camps de gespa artificial. Fins a la data, la pràctica del futbol a l'arxipèlag estava condicionada pel mal estat dels terrenys de joc, a causa la climatologia plujosa.

## Presidència
El president més influent de la història de la FSF va ser Torleif Sigurðsson, una de les figures més importants per entendre les afiliacions a la FIFA i la UEFA. A més del seu treball amb la FSF, també va ser president de KÍ Klaksvík. Per premiar-lo per la seva feina, va rebre l'Ordre del Mèrit de la UEFA el 2004. Fins ara (2021) han ocupat el càrrec els següents directiusː
- Christian Olsen (1979-1981)
- Torleif Sigurðsson (1981-2002)
- Dánjal Andreasen (2002-2004)
- Óli Holm (2004-2008)
- Høgni í Stórustovu (2008-2010)
- Christian Andreasen (2010-actualitat)[5][6]